# باميلا أندرسون (صحفية)
باميلا أندرسون (بالسويدية: Pamela Andersson)‏ هي صحفية سويدية، ولدت في 13 مارس 1965.